# Калбелія

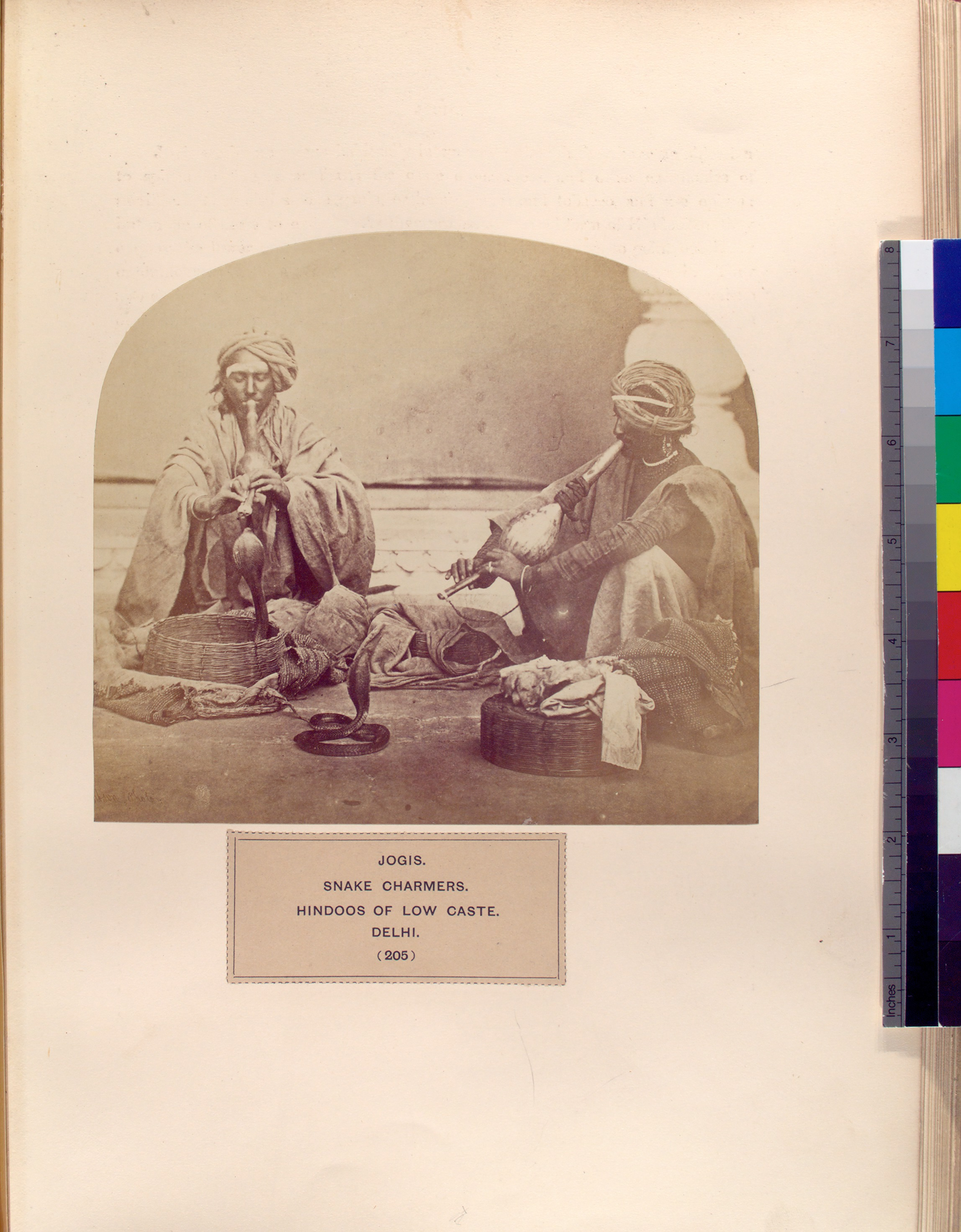
Заклиначі змій 1868.

Калбелія — плем'я чарівних змій з пустелі Тар в Раджастхані, Індія. Танець є невід'ємною частиною їхньої культури і виконується як чоловіками, так і жінками.

## Племена калбелії

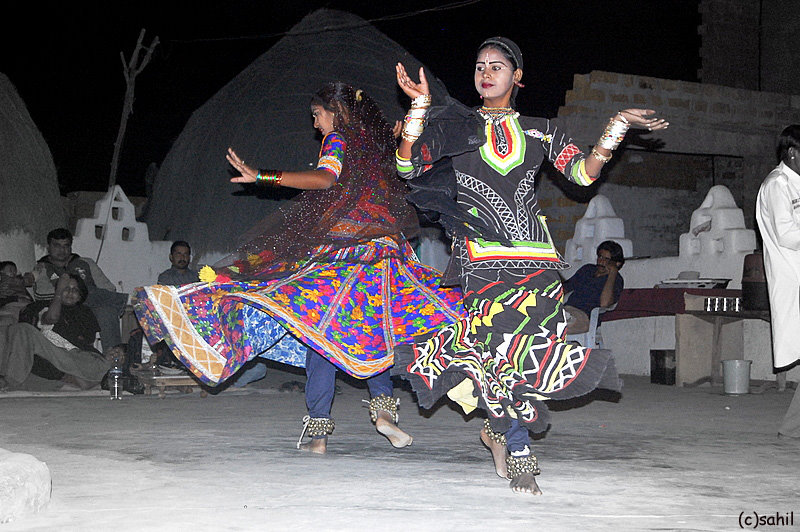
Раджастханський народний танець Калбелія

Калбелії є послідовниками Мудреця Каніфната, який випив чашу з отрутою і був благословенний контролем над отруйними зміями та тваринами.
Калбелії поділяються на дві основні групи: Далівал і Мевара. У стародавні часи калбелії часто переїжджали з одного місця в інше. Їх традиційним заняттям є ловля змій і торгівля зміїною отрутою. Вони розводять змій, собак, курей, коней, ослів, свиней і кіз. Отже, танцювальні рухи та костюми їхньої громади мають схожість із зміями. Їх також називають Сапера і Джоґіра, Ґаттівала і Пуґівара. Найбільше скупчення калбелійців розташоване в районі Палі, за ним йдуть значні інші групи в районах Аджмер, Чітторгарх і Удайпур. Вони ведуть кочовий спосіб життя і належать до реєстрових племен.
Традиційно чоловіки Калбелії носили кобр у кошиках із очерету від дверей до дверей у селах, а їхні жінки співали, танцювали та просили милостиню. Вони шанують кобру і виступають за те, щоб таких рептилій не вбивати. У селах, якщо змія ненароком потрапляла в будинок, викликали калбелію, щоб зловити змію і забрати її, не вбиваючи. Калбелії традиційно були маргінальною групою в суспільстві, живучи за межами села, де вони проживають. Вони живуть у тимчасових таборах, які називаються дерас. Калбелії переміщують свої дери з одного місця в інше окружним шляхом, який повторюється з часом. Протягом багатьох поколінь калбелії набули унікального розуміння місцевої флори та фауни, а також знають про лікарські трави для лікування різних хвороб, що, у свою чергу, є для них альтернативним джерелом доходу.

З моменту прийняття Закону про дику природу в 1972 році калбелії були витіснені зі своєї традиційної професії поводження зі зміями. Зараз виконавське мистецтво є для них головним джерелом доходу, і воно здобуло широке визнання в Індії та за її межами. Можливості для досягнення результатів спорадичні, а також залежать від туризму, який залежить від сезону, тому члени громади працюють у полях або випасають худобу, щоб прогодувати себе.
Калбелії є культурними індуїстами і практикують поклоніння змії; вони поклоняються Наґі та Манасі, а їхній святий день — Нага Панчамі. Калбелії мають традиції, відмінні від більшості індуїстів. Чоловіки Калбелії носять Ападрав'ю. Калбелії ховають своїх померлих, а не кремують (як це прийнято для індуїстів у решті країни). Наречений повинен заплатити батькові нареченої ціну за наречену, а батько нареченого повинен заплатити за весілля.

## Танець калбелія

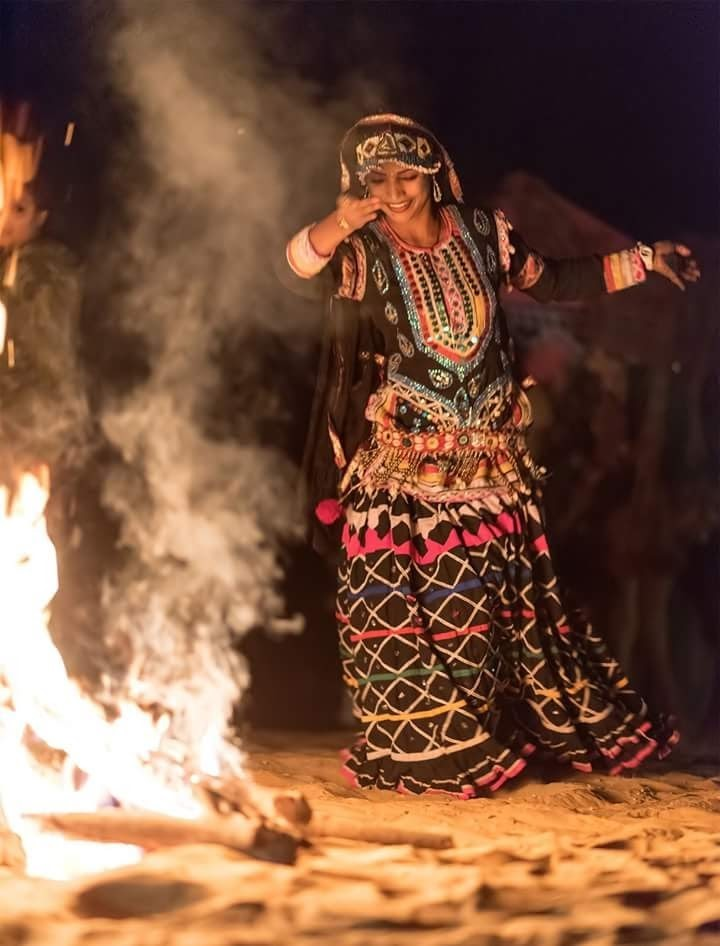
Танцівниця Калбелія виступає в пустелі

Танець Калбелія, народний танець Раджастану, який виконують на святі, є невід'ємною частиною культури Калбелії. Їхні танці та пісні є предметом гордості та маркером ідентичності калбелійців, оскільки вони презентують творчу адаптацію цієї спільноти заклиначів змій до мінливих соціально-економічних умов та їхньої власної ролі в сільському суспільстві Раджастхані.

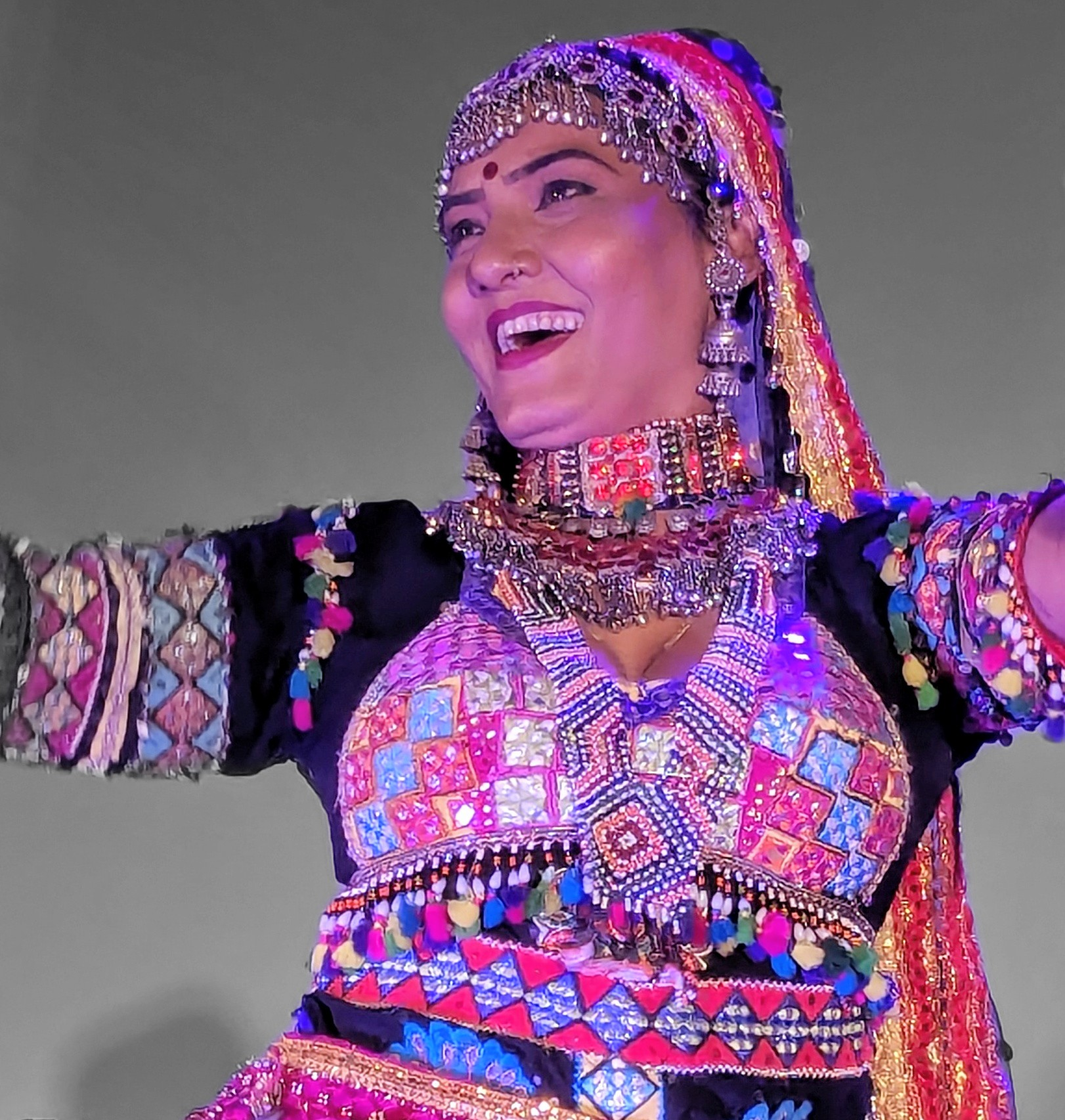
Зображення танцівниці з племені Калбелія з Раджастхану, Індія

Танцівниці — жінки в розпущених чорних спідницях, які танцюють і крутяться, копіюючи рухи змії. На верхній частині тіла вони носять анграхі, і головний убір, відомий як одані; тканина нижньої частини тіла називається лехенґа. Весь цей одяг змішаних червоно-чорних тонів і вишитий.
Чоловіки-учасники грають на таких музичних інструментах, як пунгі, дерев'яний духовий інструмент, на якому традиційно грають для лову змій, дуфлі, бевен, кханджарі — ударний інструмент, морчанг, хураліо та дголак, щоб створити ритм, під який виступають танцюристи. Танцівниці мають традиційні татуювання та носять прикраси та одяг, рясно розшиті маленькими дзеркалами та срібними нитками. У міру виконання, ритм стає все швидшим і швидшим, як і танець.
Пісні калбелії засновані на історіях із фольклору та міфології, а під час Холі виконують спеціальні танці. Калбелії мають репутацію тих, хто спонтанно пише тексти та імпровізує пісні під час виступів. Ці пісні та танці є частиною усної традиції, яка передається поколіннями і для якої немає ні текстів, ні навчальних посібників. У 2010 році калбелійські народні пісні та танці Раджастхану були оголошені ЮНЕСКО частиною Списку нематеріальної спадщини.